# Jens Mitzscherling
Jens Mitzscherling (* 2. August 1966) ist ein ehemaliger deutscher Fußballspieler.

## Sportliche Laufbahn
Der Angreifer schaffte im Saisonverlauf 1985/86 den Sprung in den Oberligakader der BSG Sachsenring Zwickau, der Mitzscherling seit 1980 angehörte. Er debütierte im ostdeutschen Oberhaus am 24. August 1985 noch als Teenager bei der 0:2-Auswärtsniederlage gegen den FC Carl Zeiss Jena. Beim Abstieg der Zwickauer aus der höchsten Spielklasse des DDR-Fußballs in jenem Spieljahr wurde er noch in einer weiteren Partie eingesetzt.
In den folgenden beiden Spieljahren in der zweitklassigen Liga entwickelte sich der junge Stürmer zum wichtigen Baustein der Elf, der zum Aufstieg 1988 mit sieben Treffern in 26 Partien beitrug. Auch in seinem zweiten Oberligajahr konnten die Westsachsen die Klasse nicht halten. Für Mitzscherling selbst ging es durch den Wechsel zum FC Karl-Marx-Stadt in der höchsten Liga weiter.

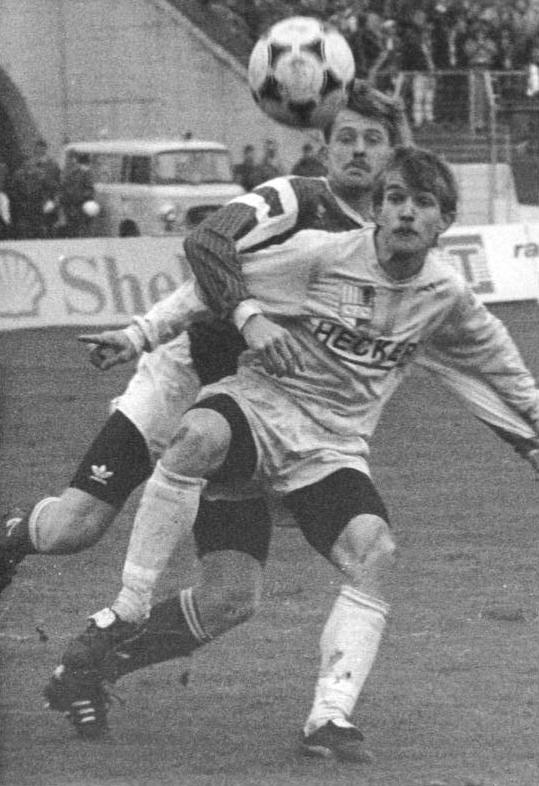
Jens Mitzscherling (vorn) im
Trikot des Chemnitzer FC (1990)

Mit den Karl-Marx-Städtern, die 1988/89 den Bronzeplatz in der Oberliga belegt hatten, konnte der 23-jährige Stürmer sogar im Europapokal antreten. In fünf Partien im UEFA Cup 1989/90 konnte er sich nicht als Torschütze auszeichnen. Nach zwölf Partien ohne Treffer in der Wendesaison 1989/90 trug er mit 14 Partien und einem Tor in der letzten eigenständigen Saison des ostdeutschen Erstligafußballs zur Qualifikation der nunmehr als Chemnitzer FC antretenden Elf von Coach Hans Meyer für die Premierensaison der gesamtdeutschen 2. Bundesliga bei.
Zum Jahreswechsel 1991/92 wechselte die Offensivkraft nach zehn Einsätzen für die Chemnitzer zum Ligakonkurrenten, der aber anders als die Chemnitzer in der 2. Bundesliga im Frühjahr 1992 nicht in der Aufstiegs-, sondern in der Abstiegsrunde anzutreten hatte. Der Klassenerhalt gelang dem Team aus Halle nicht. Jens Mitzscherling blieb dem HFC zunächst für eine weitere Saison in der drittklassigen NOFV-Amateur-Oberliga erhalten. In der Spielzeit 1992/93 konnten sich die Hallenser als Zweiter der Staffel Mitte aber nicht für die Aufstiegsrunde qualifizieren und verpassten damit auch die Rückkehr in die 2. Bundesliga.
Mitte der 1990er-Jahre stand der ehemalige Erstligaspieler in Oberfranken unter Vertrag. In der viertklassigen Oberliga lief Mitzscherling für den FC Bayern Hof auf.